# فرانكلين لوتشينا
فرانكلين لوتشينا (بالإسبانية: Franklin Lucena) (20 فبراير 1981 في فنزويلا - ) هو لاعب كرة قدم فنزويلي في مركز الوسط. شارك مع منتخب فنزويلا لكرة القدم. أما مع النوادي، فقد لعب مع أونس كالداس وديبورتيفو تاشيرا ونادي كاراكاس وDeportivo La Guaira F.C. ‏.

## وصلات خارجية
- فرانكلين لوتشينا على موقع الاتحاد الدولي (مؤرشف)  (الإنجليزية)
- فرانكلين لوتشينا على موقع قاعدة بيانات كرة القدم.إي يو (الإنجليزية)
- فرانكلين لوتشينا على موقع ناشيونال فوتبول تيمز (الإنجليزية)
- فرانكلين لوتشينا على موقع Soccerway.com (الإنجليزية)
- فرانكلين لوتشينا على موقع عالم كرة القدم.نت (الإنجليزية)